# Myton
Myton é uma cidade localizada no estado norte-americano de Utah, no Condado de Duchesne.

## Demografia
Segundo o censo norte-americano de 2000, a sua população era de 539 habitantes.
Em 2006, foi estimada uma população de 567, um aumento de 28 (5.2%).

## Geografia
De acordo com o United States Census Bureau tem uma área de
2,6 km², dos quais 2,6 km² cobertos por terra e 0,0 km² cobertos por água. Myton localiza-se a aproximadamente 1550 m acima do nível do mar.

## Localidades na vizinhança
O diagrama seguinte representa as localidades num raio de 28 km ao redor de Myton.